# Country Liberal Party
Il Country Liberal Party (lett., dall'inglese: Partito Liberale Agrario), ufficialmente Country Liberals (Northern Territory), è un partito politico australiano di orientamento liberal-conservatore e rurale fondato nel 1974.
È operativo nel Territorio del Nord.

## Risultati
| Elezione          | Voti   | %    | Seggi   |
| ----------------- | ------ | ---- | ------- |
| Parlamentari 2001 | 36 961 | 0,32 | 1 / 150 |
| Parlamentari 2004 | 39 855 | 0,34 | 1 / 150 |
| Parlamentari 2007 | 40 298 | 0,32 | 0 / 150 |
| Parlamentari 2010 | 38 335 | 0,31 | 1 / 150 |
| Parlamentari 2013 | 41 468 | 0,32 | 1 / 150 |
| Parlamentari 2016 | 32 409 | 0,24 | 0 / 150 |
| Parlamentari 2019 | 38 837 | 0,27 | 0 / 151 |